# Viatcheslav Souvorov
Viatcheslav Viktorovitch Souvorov (en russe : Вячеслав Викторович Суворов) est un joueur russe de volley-ball né le 15 octobre 1986. Il mesure 2,04 m et joue réceptionneur-attaquant.

## Clubs
| Club                    | De        | À         |
| ----------------------- | --------- | --------- |
| NOVA Novokouïbychevsk   | 2008-2009 | 2012-2013 |
| Gazprom-Iourga Sourgout | 2013-2014 | 2013-2014 |
| Iaroslavitch Iaroslavl  | 2014-2015 | ...       |

## Palmarès
Néant.